# Біогрупа (Кам'янець-Подільський, вул. Соборна, 2)
Біогру́па — ботанічна пам'ятка природи місцевого значення в Україні. Розташована в межах міста Кам'янець-Подільський Хмельницької області, між вулицями Соборною, Шевченка і Коріатовичів.
Площа 0,8 га. Статус присвоєно згідно з рішенням облвиконкому від 21.11.1984 року № 242. Перебуває у віданні: КП «Кам'янецький парк».
Статус присвоєно для збереження групи цінних декоративних дерев, які зростають довкола території Кафедрального собору святого благовірного князя Олександра Невського.